# OD
OD (acrónimo en inglés de "Overdose") es un videojuego de tipo videojuego de terror desarrollado por el estudio japonés Kojima Productions en colaboración con XBOX Game Studios, dirigido por Hideo Kojima y en colaboración con Jordan Peele anunciado durante The Game Awards en 2023. Otros escritores narrativos estarán involucrados en el videojuego.En palabras de Hideo Kojima, ha viajado por el mundo buscando colaboradores para este proyecto, de forma similar a los Siete Samuráis.
El videojuego se define como un videojuego para todos los jugadores y fans del horror utilizando el eslogan de "FOR ALL PLAYERS AND SCREAMERS".

## Jugabilidad y temas
En OD, Hideo Kojima explora el concepto de poner a prueba los límites del terror de los jugadores. En esta experiencia se mezclan las fronteras entre la industria de los videojuegos y del cine. El videojuego utiliza tecnología de Microsoft Cloud Gaming, Unreal Engine y el creador de personajes realista MetaHuman.  

## Reparto
Durante el primer anuncio se presenta parte del reparto principal del videojuego.
- Sophia Lillis (Dungeons & Dragons: Honor Among Thieves)
- Hunter Schaffer (Euphoria)
- Udo Kier (Flesh for Frankenstein)